# Хизкия (мятежник)
Хизкия (умер около 46 до н. э.) — глава еврейского повстанческого отряда, совершавшего в начальный период римского владычества над Иудеей рейды на греческие города на сирийской границе, зелот, отождествляемый некоторыми законоучителями с Хизкией бен-Гароном, о котором упоминается в Талмуде.
Хизкия боролся за независимость евреев и за авторитет еврейского закона в то время, когда Ирод Великий был правителем Галилеи (47 год до н. э.).
Хизкия был сторонником Хасмонеев и вёл партизанскую войну, на что указывает то, что у Иосифа Флавия Хизкия именуется архилестес, то есть «главный бандит» (термином лестес — «бандит» — Иосиф Флавий обозначает повстанцев, боровшихся за независимость Иудеи), так и его происхождение. Хизкия принадлежал к известной семье, из которой вышло несколько учёных, а также глава защитников Масады Эл‘азар бен-Яир.
Когда иудейский царь Аристобул II, взятый в плен римлянами, был отравлен приверженцами Помпея, Хизкия собрал остатки царской армии в галилейских горах и повёл удачную партизанскую войну против римлян и сирийцев, рассчитывая вызвать общее восстание евреев против Рима.
Сепаратистски настроенные евреи смотрели на него как на заступника за честь и свободу своего народа. Но Антипатр, который в то время был правителем Иудеи, и его сыновья, считавшие себя представителями римской власти, конечно, иначе относились к этому антиримскому движению. Чтобы приобрести расположение римлян, Ирод, назначенный римлянами правителем Галилеи, лично, не взяв разрешения у царя Гиркана, выступил против Хизкии, взял его в плен и казнил без суда вместе с многими приверженцами. Этот поступок Ирода вызвал бурю возмущения среди евреев. Память о кончине Хизкии ещё долго жила в еврейском народе, а сам он воспринимался как мученик.
Сын Хизкии, Иуда Галилеянин, стал одним из вождей антиримского движения.